# Aphidoidea
Gli Afidi, detti anche pidocchi delle piante o gorgoglioni (Aphidoidea Geoffroy, 1762), sono una superfamiglia di insetti fitomizi compresi nell'ordine degli Emitteri (o Rhynchota, sottordine Homoptera, sezione Sternorrhyncha).

## Morfologia
Gli afidi hanno un corpo tozzo e di piccole dimensioni, con capo e torace generalmente più piccoli dell'addome; il profilo assume una forma globosa e affusolata nella parte anteriore. L'esoscheletro è molle e delicato; gli afidi morti, infatti, difficilmente mantengono la forma del loro corpo. Mostrano spesso uno spiccato polimorfismo intraspecifico che rientra in genere nei casi di peciloginia (polimorfismo nell'ambito del sesso femminile), con individui alati e atteri. Più raramente il polimorfismo interessa anche il sesso maschile.
Il capo è provvisto di tre ocelli; gli occhi composti sono provvisti di un processo laterale portante tre ommatidi (detti occhi giovanili). L'apparato boccale è di tipo pungente-succhiante, con rostro, la cui base, come in tutti gli Sternorrinchi, è situata fra le coxe delle zampe anteriori. La morfologia delle antenne è un elemento di determinazione sistematica. In generale sono sottili e allungate, rivolte in alto e posteriormente, talvolta lunghe quanto l'intero corpo. Si compongono di 3-6 articoli, di cui i due prossimali sono piuttosto brevi, gli altri, formanti il flagello, sono visibilmente allungati. In genere hanno tre articoli le forme attere e sei quelle alate. L'antennomero terminale ha lo sviluppo maggiore ed è composto di una parte basale, di diametro uguale a quello degli altri antennomeri, e un prolungamento terminale sottile e allungato.

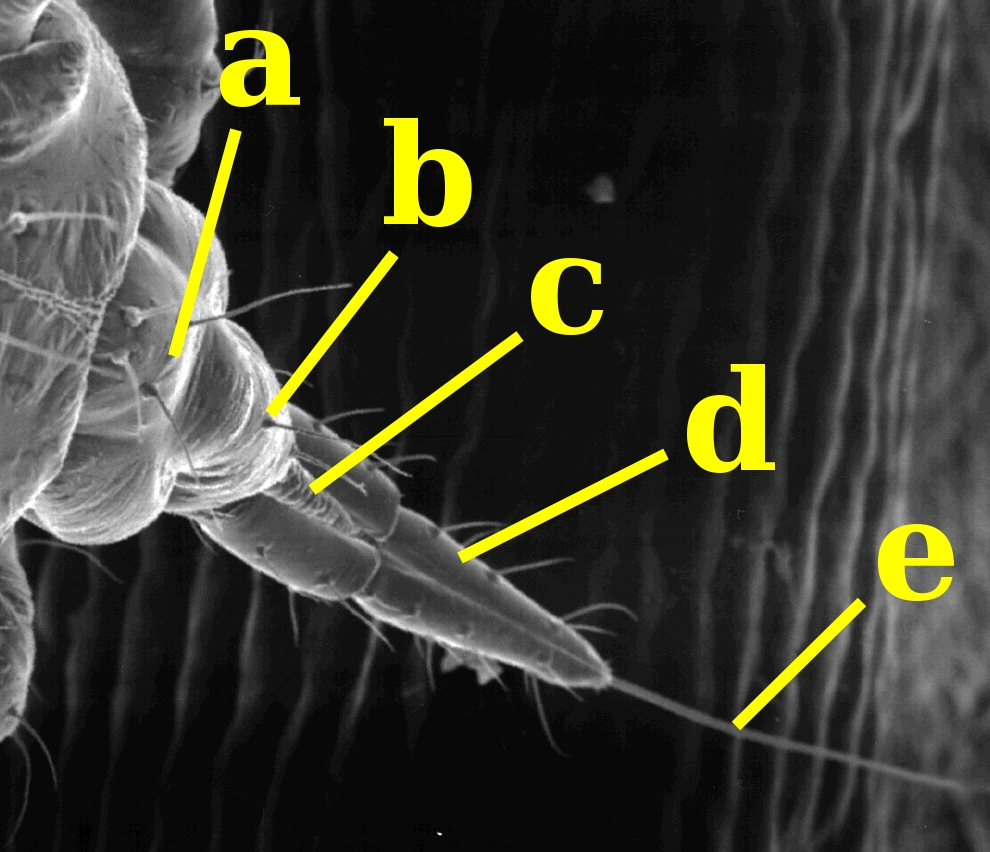
Capo e apparato boccale di afide. Legenda: a: anteclipeo; b: postclipeo; c: labbro superiore; d: rostro; e: stiletti.

Ai fini tassonomici si riserva una particolare importanza alla presenza e al numero dei sensilli, presenti sulle antenne: presso l'apice della parte basale dell'ultimo antennomero, ovvero prima del prolungamento terminale, è presente un sensillo placoideo detto rhinario primario, di forma circolare, a volte ornato di peli; un secondo rhinario primario è presente presso l'apice del penultimo antennomero (in genere il quinto). Il secondo rhinario è invece assente nelle antenne composte solo di tre articoli. Nelle forme alate sono inoltre presenti altri sensilli, di minori dimensioni e di numero e forma variabili (circolari, ovali o trasversi); questi sono detti rhinari secondari e si localizzano sempre nell'ultimo segmento, presso il rhinario primario, e spesso anche nel quarto e quinto segmento. Le forme attere sono in genere prive di rhinari secondari oppure ne sono provviste sul terzo segmento.
Il torace si presenta ridotto e poco differenziato nelle forme attere; i suoi segmenti assumono un aspetto sostanzialmente simile a quella dei segmenti addominali, da cui si distinguono per le dimensioni minori e per la presenza delle zampe. Nelle forme alate, il protorace assume la forma di un collarino distinto dal capo, mentre il meso e il metatorace tendono a riunirsi in un'unica regione ben distinta dal protorace e dall'addome. Le zampe sono di tipo ambulatorio, relativamente lunghe e sottili, con tarsi formati da due segmenti.

Morfologia dell'ala anteriore.
C: costa; Pt: pterostigma; R_{s}: settore radiale; M: rami della media; Cu: rami della cubito.

Le ali, quando sono presenti, sono tutte membranose e hanno una venulazione semplificata, uniforme nella generalità degli afidi. Nell'ala anteriore è presente una sola grossa nervatura longitudinale, interpretata come la fusione della subcosta, della radio, della media e della cubito. Questa nervatura decorre parallelamente al margine costale e termina distalmente in uno pterostigma più o meno allungato. Posteriormente, da questa nervatura, si diramano le singole ramificazioni, così interpretate partendo dalla ramificazione terminale a quella prossimale: settore radiale (Rs), media (M), primo ramo della cubito (Cu1) e secondo ramo della cubito (Cu2). Il settore radiale è breve e parte dallo pterostigma. La media subisce invece due biforcazioni: dalla prima biforcazione si origina un ramo che a sua volta si biforca in R1 e R2, mentre quello posteriore resta indiviso e, pertanto, interpretato come fusione dei rami R3 e R4. Lo pterostigma è un'areola sclerificata, costituita dalla fusione della subcosta e del ramo del radio (R1). L'ala posteriore riprende la venulazione di quella anteriore ma sostanzialmente più semplificata, con assenza dello pterostigma e presenza di tre sole ramificazioni della nervatura principale (settore radiale, media e cubito).
La posizione delle ali in fase di riposo è caratteristica: infatti vengono ripiegate all'indietro e tenute verticali e combacianti, sollevate sopra l'addome. In apparenza sembra che gli afidi ripieghino le ali come le farfalle diurne, in realtà il margine costale è posizionato in basso. In sostanza si tratta perciò di un ripiegamento riconducibile a quello della maggior parte degli Omotteri, nei quali le ali sono in genere ripiegate a tetto sull'addome.
L'addome è tozzo, composto da 9 uriti. L'ultimo urite ha un processo posteriore, detto codicola, utilizzato per allontanare la melata. Sulla parte dorsale-laterale dell'addome, fra il quinto e il sesto urite, sono presenti due tubi, più o meno allungati, detti sifoni o cornicoli. In alcuni afidi i sifoni sono assenti oppure ridotti a semplici fori. I sifoni sono utilizzati come mezzo di difesa: in situazione di pericolo secernono una cera fluida che solidifica rapidamente invischiando l'apparato boccale o le zampe di un eventuale predatore. I sifoni emettono anche un feromone che ha la funzione di segnale chimico d'allarme.
L'ovopositore è in genere assente.

## Anatomia e fisiologia
L'aspetto anatomo-fisiologico più rilevante è l'assenza dei tubi malpighiani, perciò gli Afidi, tranne poche eccezioni, non dispongono di un proprio sistema escretore che provvede allo smaltimento dei cataboliti ammoniacali derivati dal metabolismo proteico. La funzione di detossificazione è svolta da batteri simbionti ospitati in un micetoma.
La nutrizione avviene a spese dei succhi di singole cellule parenchimatiche oppure a spese della linfa elaborata. In questo caso gli stiletti sono in grado di perforare i tessuti vegetali penetrando in profondità fino ai vasi floematici e iniettano la saliva necessaria a rendere più fluida la linfa. Questa passa lungo il canale alimentare per semplice risalita capillare, pertanto l'afide non deve esercitare alcuna forza di suzione. Questo aspetto è talvolta sfruttato dai ricercatori per prelevare campioni di linfa elaborata utilizzando afidi decapitati.

## Genetica e riproduzione

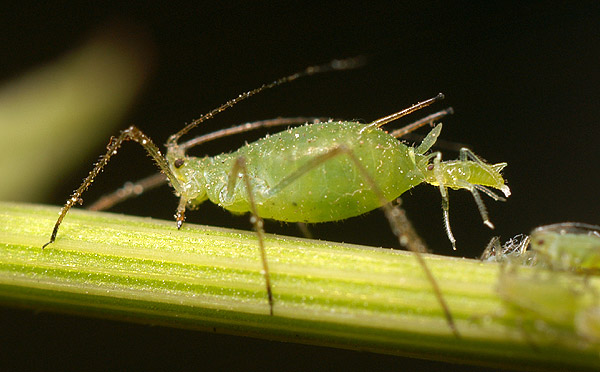
La viviparità è una caratteristica ricorrente in molti afidi.

Negli Afidi è particolarmente diffusa la partenogenesi di tipo apomittico (stabilità dei caratteri nella discendenza per assenza di meiosi). La riproduzione anfigonica, in genere, si alterna dopo un numero imprecisato di generazioni partenogenetiche. L'anfigonia non spiega da sola la notevole variabilità genetica degli afidi. Sulla base di osservazioni cariologiche, COGNETTI (1961), ha descritto una singolare forma di ricombinazione genica, detta endomeiosi, che spiegherebbe la variabilità genetica di questi insetti: prima della segmentazione del nucleo dell'uovo partenogenetico si verificherebbe l'appaiamento dei cromosomi omologhi con l'occorrenza di fenomeni di crossing over. Sebbene i meccanismi non siano del tutto chiari, altre esperienze hanno messo in luce l'esistenza di meccanismi di variabilità genetica all'interno di una partenogenesi apomittica.
La determinazione del sesso si verifica nella prima divisione dell'uovo partenogenetico. Il corredo cromosomico delle femmine comprende due cromosomi sessuali, quello del maschio uno solo. La perdita di un cromosoma sessuale nel corso della prima divisione determina lo sviluppo di un maschio partenogenetico. Gli spermatozoi contengono sempre il cromosoma sessuale, pertanto le uova ottenute dalla riproduzione anfigonica sono sempre di sesso femminile.
Un altro aspetto peculiare del potenziale riproduttivo di molte specie di Afidi è la viviparità. Questo comportamento si riscontra nella famiglia degli Aphididae, mai in quelle degli Adelgidae e dei Phylloxeridae (famiglie tradizionalmente comprese nel gruppo degli Aphidoidea ovipara). Nelle specie vivipare, le femmine partenogenetiche sono dette virginopare e al loro interno si sviluppano gli embrioni di tre generazioni annidate. Questo comportamento richiede un notevole apporto energetico, garantito dall'eccezionale capacità di alimentarsi di questi insetti, e spiega l'elevato numero di generazioni che spesso caratterizza il ciclo degli afidi.

## Sviluppo postembrionale e polimorfismo

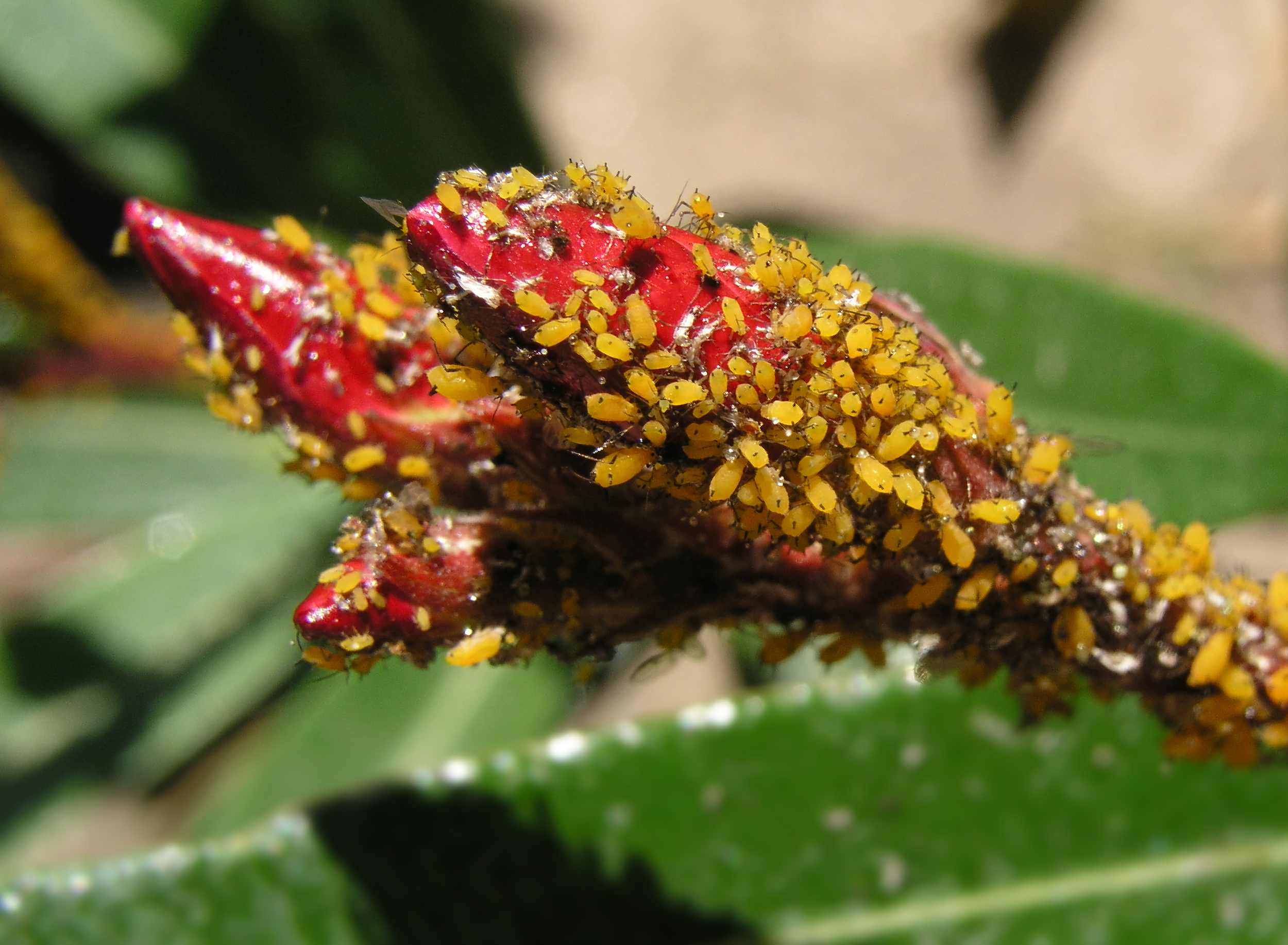
Colonia di Aphis nerii.

Lo sviluppo postembrionale passa attraverso quattro stadi, con differenze marcate fra individui alati e atteri: negli alati si susseguono due stadi di neanide, uno di preninfa e uno di ninfa; in quelli atteri si passa attraverso quattro stadi di neanide. Le differenze morfologiche fra stadi giovanili e adulto, negli individui atteri, riguardano il numero di articoli delle antenne e la forma della codicola e dei sifoni.
Il polimorfismo è un carattere ricorrente negli afidi ed è associato all'eventuale complessità del loro ciclo. Al tipo normale, provvisto di ali, si affiancano forme attere che vanno interpretate come adattamento ad una fase specifica del ciclo. Le forme attere derivano dalla presenza di una quantità eccessiva di neotenina, l'ormone giovanile; al mancato sviluppo delle ali sono associati altri caratteri secondari che riguardano per lo più lo sviluppo degli occhi composti, delle antenne e la presenza degli ocelli.
A prescindere dai gradi di differenziazione polimorfica, talvolta portati all'estremo in alcune specie, per rigore schematico si possono distinguere alcuni tipi polimorfici fondamentali. Va precisato che fra questi tipi possono inserirsi polimorfismi intermedi che complicano ulteriormente, in senso morfologico ed etologico, la caratterizzazione di determinate specie.
- Fondatrici. Femmine attere nate da un uovo anfigonico. Si riproducono per partenogenesi.
- Virginopare. Femmine attere o alate, nate per partenogenesi. Le alate, dette anche migranti sono responsabili della propagazione della specie su differenti ospiti. Indipendentemente dal grado di meiotterismo, tutte le virginopare si riproducono per partenogenesi. Terminologie specifiche sono usate per differenziare funzionalmente le virginopare nate sull'ospite primario e sullo stesso apparato della fondatrice (fondatrigenie) o sull'ospite secondario o su apparati differenti da quello della fondatrice (virginogenie o esuli).
- Sessupare. Femmine attere o alate, nate per partenogenesi. La differenziazione morfologica ed etologica delle sessupare è estremamente variabile, secondo la specie, per cui all'interno di questa categoria si distinguono differenti tipi:
  - Ginopare: femmine alate, si riproducono per partenogenesi generando femmine anfigoniche attere.
  - Andropare: femmine attere, si riproducono per partenogenesi generando maschi (anfigonici) alati.
  - Anfipare: femmine attere o alate, si riproducono per partenogenesi generando sia maschi che femmine, entrambi anfigonici e atteri.
- Femmine anfigoniche. Femmine attere, nate per partenogenesi. Si riproducono per anfigonia accoppiandosi con i maschi.
- Maschi. Individui alati o atteri, nati per partenogenesi.

Come detto in precedenza, fra i tipi descritti possono comparire forme intermedie che, oltre a presentare particolari morfologici e funzionali che le identificano, hanno un'etologia derivata per lo più da un adattamento a specifici ospiti o condizioni ambientali in generale. Va inoltre segnalata l'occorrenza di polimorfismi intermedi generati dalla relazione trofica con alcuni endoparassitoidi.

## Sintesi carotenoidica
I carotenoidi sono fondamentali in molti processi biologici; i membri del regno animali tuttavia non ne producono e ne assumono con l'alimentazione, come anche vitamine ed aminoacidi, pertanto ci deve essere stata, a livello ancestrale una perdita dei geni sintetizzatori. Tuttavia si è scoperto che alcune specie di afidi hanno acquisito per trasferimento genico orizzontale dei geni di origine fungina, grazie ai quali sono in grado di produrre carotene attraverso un processo di fotosintesi anaerobica.
Questi insetti si riconoscono dalla loro colorazione rossa, in luogo del verde; gli afidi sono gli unici rappresentanti del regno animale capaci di sintetizzare carotenoidi.

## Ciclo
Per la sua complessità, il ciclo biologico è un aspetto interessante che mette in evidenza il notevole grado di specializzazione degli afidi e di adattamento a determinate condizioni ambientali (ospiti vegetali) e climatiche (decorso stagionale). Il risultato è un elevato potenziale biologico, che sfrutta da un lato l'anfigonia come mezzo di riproduzione e da un altro la partenogenesi come mezzo di moltiplicazione: con l'anfigonia, la specie si perpetua di anno in anno superando i rigori dell'inverno, con la partenogenesi la popolazione si moltiplica colonizzando rapidamente l'ambiente. La molteplicità degli stimoli ambientali è responsabile della differenziazione dei cicli nelle diverse specie di afidi.
In generale i cicli degli afidi vedono la successione alternata fra una generazione anfigonica e un numero indeterminato di generazioni partenogenetiche. In base alla frequenza della generazione anfigonica si distinguono tre differenti tipi di cicli:
1. olociclo: ogni anno si forma una generazione anfigonica dalla quale si origina la forma svernante;
2. paraciclo: la generazione anfigonica compare con una frequenza pluriennale, in ogni modo è netta la prevalenza delle generazioni partenogenetiche;
3. anolociclo: la generazione anfigonica scompare del tutto e la specie si perpetua solo attraverso la partenogenesi.

In relazione all'ospite vegetale si distinguono due tipi di ciclo:
1. eteroico: il ciclo si svolge su differenti tipi di ospiti distinti, rispettivamente, in primario e secondario. Molto spesso l'ospite primario è rappresentato da una specie arborea o arbustiva, quello secondario da una pianta erbacea. In genere si riscontra una specificità della relazione con l'ospite primario e una polifagia nella relazione con gli ospiti secondari;
2. monoico: il ciclo si svolge su una sola specie vegetale.

In relazione agli organi colpiti si distinguono infine due differenti tipi di cicli:
1. eterotopo: il ciclo si sviluppa su differenti parti di pianta;
2. omotopo: il ciclo si sviluppa sulla stessa parte di pianta.

Da quanto detto si evince che le differenti specie di Afidi possono presentare cicli completamente diversi come adattamento a specifiche condizioni ambientali e climatiche.

### Ciclo eteroico e omotopo
Si tratta del tipo più complesso, generalmente nella forma di un anolociclo, che denota un adattamento della specie ad un decorso stagionale caratterizzato dall'alternanza fra una stagione calda e una fredda, tipico delle regioni temperate. Il ciclo vede l'alternanza fra poche generazioni primaverili, associate ad una specie vegetale arborea, e un numero indeterminato di generazioni estive associate ad una pianta erbacea annuale. All'approssimarsi dell'autunno la specie ritorna sull'ospite primario per lo svernamento. Lo stadio svernante è rappresentato dall'uovo, detto uovo durevole, generalmente deposto fra gli interstizi della corteccia dell'ospite primario.

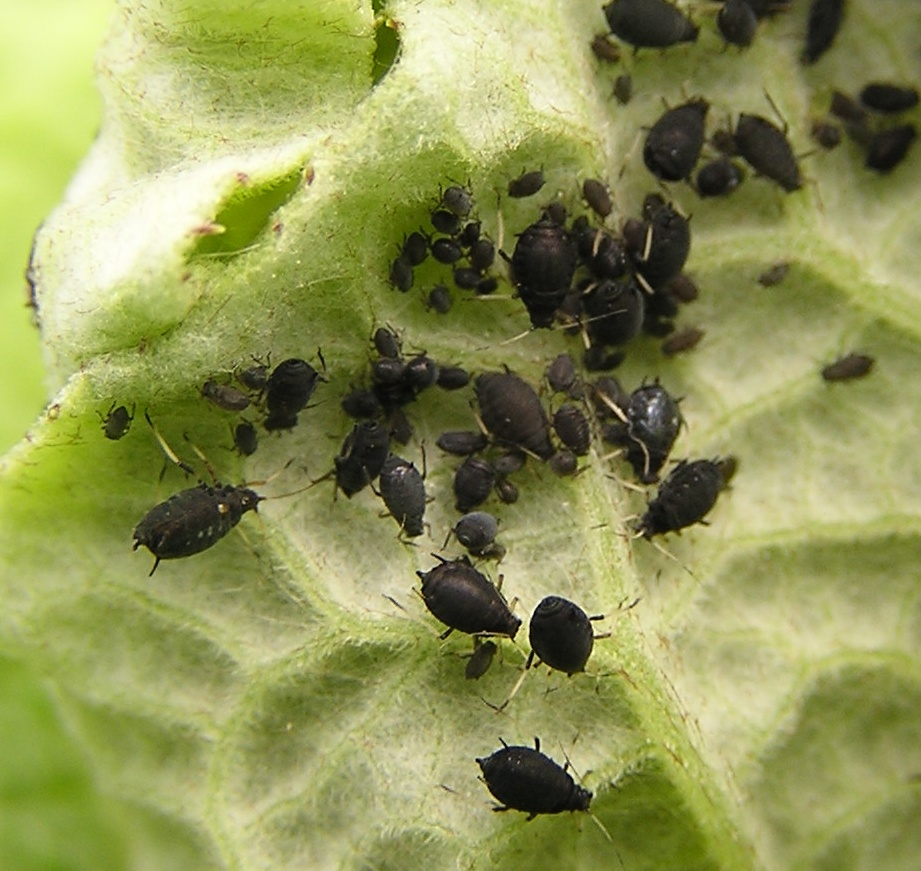
Afide nero delle leguminose (Aphis fabae). Estremamente polifago, svolge in generale un olociclo eteroico ed omotopo usando come ospiti primari alcuni arbusti e come ospiti secondari piante erbacee appartenenti a numerose famiglie.

Un ciclo eteroico e omotopo tipico si sviluppa secondo il seguente schema. Dall'uovo durevole, ottenuto per anfigonia, nasce una femmina, detta fondatrice. Dalla fondatrice derivano due o tre generazioni di virginopare, dette fondatrigenie, sempre associate all'ospite primario. Le fondatrigenie sono fondamentalmente attere, tuttavia in queste generazioni compaiono anche individui alati, con percentuale crescente passando dalla seconda alla terza. Le alate sono virginopare migranti e si spostano sulle specie vegetali che fungono da ospiti secondari.
Sull'ospite secondario si sussegue un numero indeterminato di generazioni di virginogenie, dette esuli, dalle quali nascono altre virginopare sia attere sia alate. Queste ultime sono responsabili della propagazione su altri ospiti secondari appartenenti o meno alla stessa specie dell'ospite da cui provengono.
In prossimità dell'autunno compaiono le sessupare, la generazione partenogenetica di transizione dalla quale deriveranno gli anfigonici. In genere le sessupare sono di due tipi: le ginopare sono alate e migrano sull'ospite primario, sul quale si riproducono generando le femmine anfigoniche; le andropare sono invece attere e generano sull'ospite secondario i maschi alati che a loro volta migrano sull'ospite primario per la riproduzione. In molte specie le sessupare sono invece etologicamente indifferenziate e sono tutte alate. In questo caso si comportano come anfipare e dopo essere migrate sull'ospite primario si riproducono generando indifferentemente anfigonici atteri di entrambi i sessi. In altre specie, infine, compaiono forme intermedie fra le sessupare e le virginogenie, dalle quali possono nascere altre femmine partenogenetiche oppure individui anfigonici, complicando ulteriormente la scansione del ciclo.
In definitiva questa apparente complicazione comportamentale delle sessupare ha uno scopo biologico fondamentale derivato da un'esigenza adattativa: l'ospite secondario è in genere una pianta erbacea che andrà incontro al disseccamento al termine del suo ciclo; i meccanismi differenziali di migrazione hanno lo scopo di far avvenire la riproduzione anfigonica sull'ospite primario, l'unico in grado di permettere lo svernamento e la sopravvivenza della specie. Indipendentemente da come si sono generati, pertanto, gli anfigonici si accoppiano sull'ospite primario e le femmine depongono l'uovo durevole in punti in grado di proteggerlo dalle avversità climatiche e dai predatori.

### Ciclo monoico e omotopo

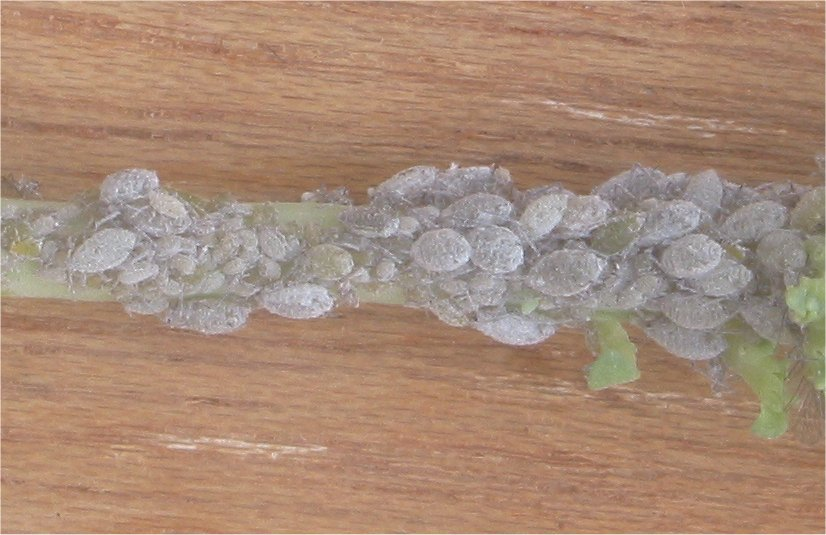
Afide ceroso delle crucifere (Brevicoryne brassicae). Svolge un olociclo monoico e omotopo su varie crucifere. Essendo tuttavia resistente al freddo, è più frequente il paraciclo nelle zone fredde e l'anolociclo nelle regioni più calde, perciò la riproduzione sessuale è un evento sporadico se non del tutto assente.

Schematicamente si presenta più semplice di quello precedente proprio per il fatto che non esiste l'ospite secondario. La pianta ospite è rappresentata da una specie vegetale legnosa, in grado di garantire da un lato la sopravvivenza delle forme svernanti e lo sviluppo delle generazioni primaverili e da un altro la moltiplicazione della specie afidica. Lo schema ripercorre apparentemente le tappe di quello precedente con una semplificazione terminologica: in questo caso non ha senso, ad esempio, la distinzione fra fondatrigenie ed esuli nell'ambito delle virginopare, dal momento che tutte le generazioni partenogenetiche si sviluppano su ospiti della stessa specie.
Le virginogenie alate hanno il compito di propagare linee parallele a quelle della fondatrice su ospiti della stessa specie. Con l'approssimarsi dell'autunno compaiono le sessupare, che in questo tipo di ciclo sono fondamentalmente anfipare e attere.

### Paracicli e anolocicli
Quelli descritti in precedenza si possono considerare due casi estremi fra i quali possono comparire forme intermedie di cicli che denotano la notevole versatilità delle linee evolutive interne a questa superfamiglia. In conseguenza a fattori legati alla specie, come adattamento evolutivo, o a condizioni ambientali e climatiche particolari, come adattamento contestuale, si possono riscontrare marcate divergenze dai due schemi precedenti, come ad esempio lo svolgimento di un ciclo monoico sull'ospite primario o su quello secondario paralleli ad un ciclo eteroico, oppure lo svolgimento di paracicli sugli ospiti secondari intervallati, con cadenze pluriennali, a occasionali riproduzioni anfigoniche sugli ospiti primari, fino al caso estremo in cui la riproduzione anfigonica scompare definitivamente con lo svolgimento di anolocicli su ospiti primari o secondari.
In molti casi queste differenziazioni sono il risultato di un adattamento a condizioni climatiche e ambientali favorevoli che trasformano l'alternanza obbligata degli anolocicli in alternanze facoltative. Queste condizioni si verificano spesso nelle regioni climatiche a inverno mite, dove l'esigenza di garantire lo svernamento, sotto forma di uovo durevole, viene meno.

## Determinismo del polimorfismo

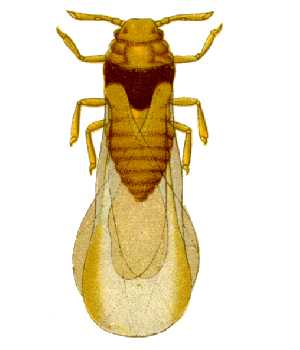
Sessupara di fillossera della vite, l'unica forma alata, peraltro rara in Europa, di questa specie.

Il polimorfismo degli afidi è determinato dalla complessa interazione tra fattori endogeni, climatici e ambientali. Questa interazione si manifesta in particolare sulla comparsa delle sessupare e delle virginogenie alate. In condizioni ambientali favorevoli, infatti, il potenziale biologico degli afidi si espleta in tutta la sua potenzialità con l'atterismo e con la riproduzione partenogenetica.
La comparsa delle sessupare è in generale una risposta a stimoli ambientali di natura climatica, dal momento che questa fase è fondamentale per lo svernamento della specie nelle regioni fredde. Gli stimoli ambientali sono rappresentati dal fotoperiodo decrescente e dall'abbassamento della temperatura nelle regioni fredde e dal solo abbassamento della temperatura nelle regioni a inverno mite. Per questo motivo nell'Italia settentrionale le sessupare compaiono in genere alla fine dell'estate, mentre nell'Italia meridionale compaiono frequentemente in tardo autunno. Il comportamento delle specie radicicole è invece indotto dalle variazioni della fisiologia dell'apparato radicale dell'ospite. Con gli stimoli derivanti dal clima o dalla fisiologia della pianta ospite interferiscono fattori endogeni, verificati in condizioni sperimentali, che hanno lo scopo biologico di ridurre la frequenza della generazione anfigonica: le sessupare infatti si formano più facilmente quanto più la generazione partenogenetica è distante da quella della fondatrice. Il caso estremo è quello delle fondatrici, le quali non sono in grado di generare le sessupare neppure se si riproducono le condizioni climatico-ambientali sopra citate. Questo comportamento si riscontra, con minore intensità, anche nelle 3-4 generazioni successive di virginogenie.

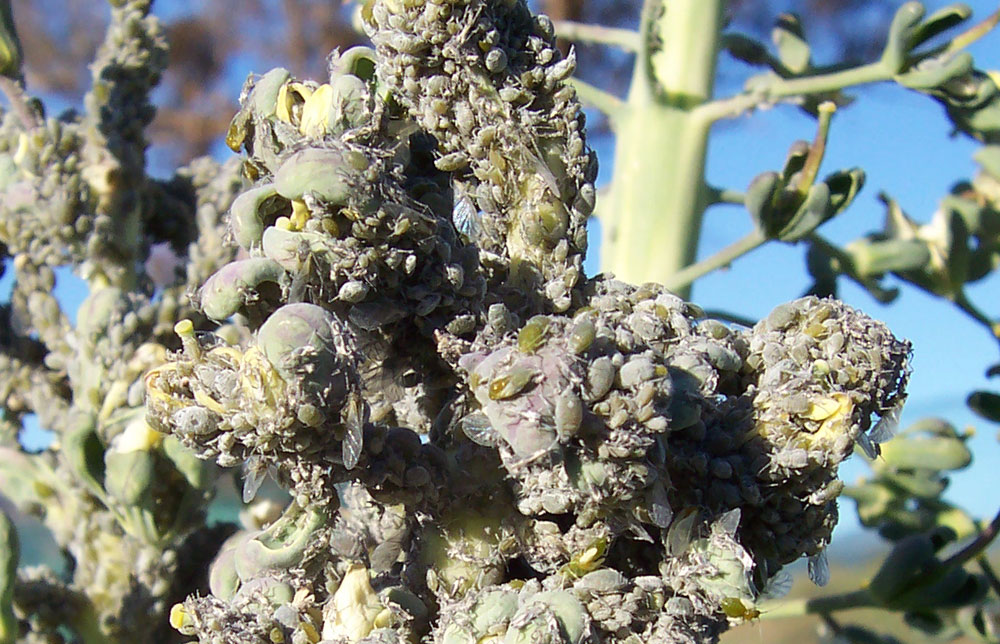
Brevicoryne brassicae. La presenza delle alate è indice di una competizione intraspecifica: la popolazione evolve con la comparsa più frequente di individui che porteranno le infestazioni su altre piante ospiti.

La comparsa delle virginogenie alate è da considerarsi un evento necessario per propagare la specie verso condizioni ambientali più favorevoli: il potenziale riproduttivo infatti si riduce nelle alate, che fondamentalmente sono meno feconde delle attere. La comparsa è perciò determinata soprattutto da fattori nutrizionali e sociali: sui germogli teneri si sviluppano colonie di virginogenie attere e la comparsa delle alate si verifica solo in condizioni di sovraffollamento; su quelli in via di lignificazione la comparsa delle alate sarebbe invece determinata dal differente tenore amminoacidico della linfa elaborata, pertanto il comportamento risponde ad uno stimolo nutrizionale.
Un caso particolare si rileva infine nelle relazioni tra le formiche e gli afidi. Le colonie protette dalle formiche sono infatti formate quasi esclusivamente da virginogenie attere: le formiche traggono vantaggio dall'allevamento di virginogenie attere in quanto queste si nutrono con maggiore voracità e producono pertanto quantità più elevate di melata. L'inibizione della comparsa delle alate in questo caso è poco noto e probabilmente è imputabile a meccanismi fisiologici che inducono alla persistenza dell'ormone giovanile.

## Gli afidi e l'agricoltura

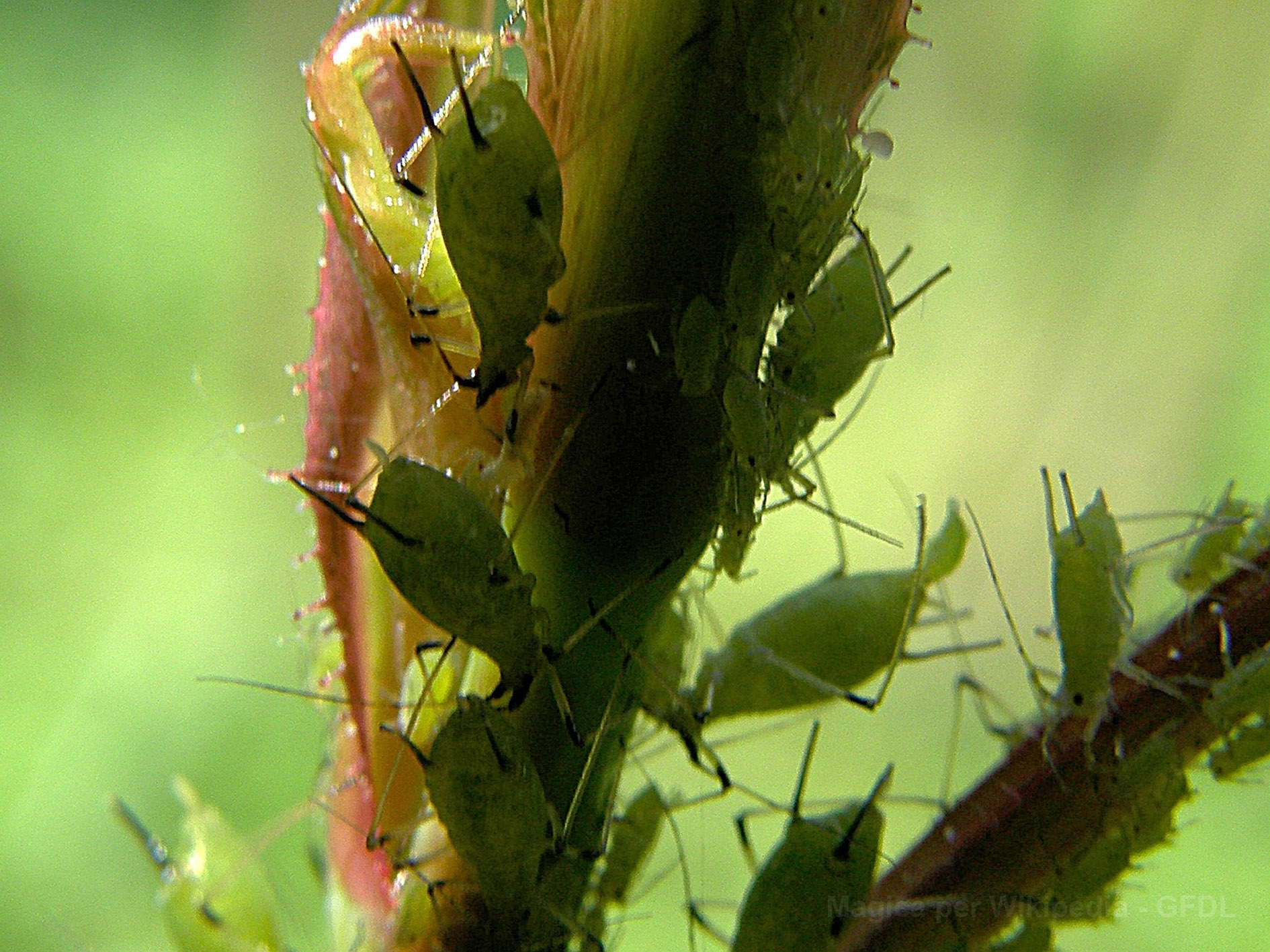
Afide della rosa (Macrosiphum rosae). Le forme attere che si sviluppano sull'ospite primario (rosa) sono di colore rosato o verde e presentano lunghi sifoni scuri.

Gli afidi rientrano tra gli insetti fitofagi più conosciuti per gli ingenti danni causati alle coltivazioni. Il loro potenziale riproduttivo è così alto che le loro popolazioni raggiungono in breve tempo livelli tali da causare il deperimento dell'ospite attaccato. L'associazione della ricombinazione genica per endomeiosi alla partenogenesi è inoltre un fattore biologico di successo che ne rende difficile il controllo chimico: gli insetticidi sistemici sono infatti i più efficaci nella lotta agli afidi, tuttavia la loro specificità strutturale è causa di mutazioni che generano resistenza, la quale, grazie alla partenogenesi, si propaga rapidamente nella popolazione. Al pari degli acari e dei funghi patogeni gli afidi rientrano pertanto fra le avversità di natura biologica che mostrano frequentemente fenomeni di resistenza agli agenti chimici.
I danni diretti provocati dagli afidi sono i seguenti:
- Sottrazione di linfa. Si tratta del danno diretto che sottrae risorse energetiche alla pianta.
- Alterazione della fisiologia. La saliva iniettata dagli stiletti mascellari interferisce con la fisiologia della pianta inducendo una maggiore attività respiratoria e, quindi, un maggiore dispendio di risorse energetiche.
- Alterazione della struttura morfoanatomica. La saliva di molte specie contiene sostanze auxino-simili che inducono fenomeni di alterazione dello sviluppo con formazione di galle, pseudogalle e deformazioni (arrotolamenti, accartocciamenti, arricciamenti fogliari). Queste alterazioni comportano in generale una riduzione dell'indice di area fogliare e, quindi, una riduzione dell'efficienza assimilativa delle piante.

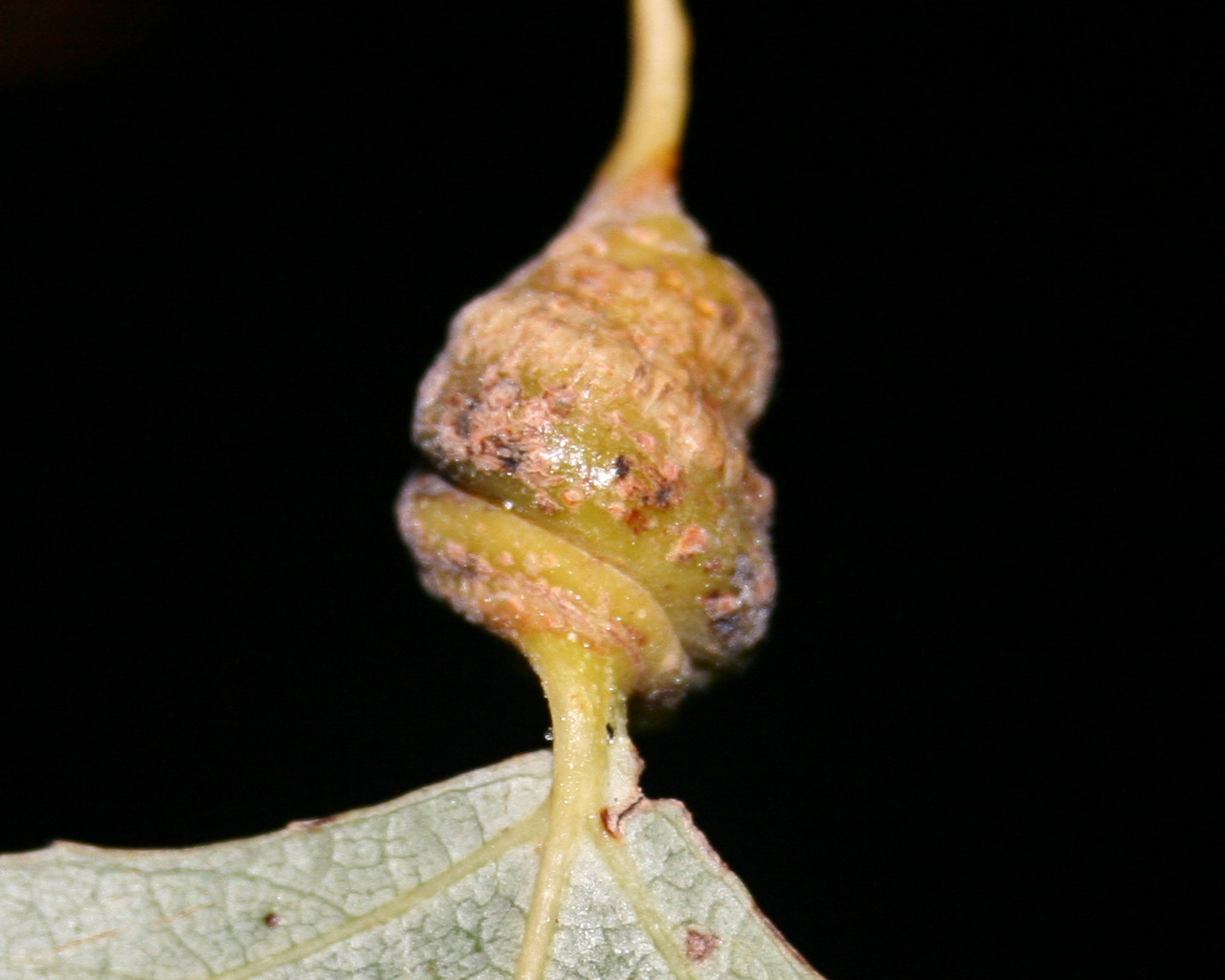
Galla prodotta da Pemphigus spyrothecae, specie monoica associata ai pioppi.

I danni diretti hanno ripercussioni economiche immediate che si esplicano con una riduzione più o meno marcata della produzione e con un eventuale deprezzamento del valore merceologico del prodotto a causa di deformazioni, decolorazioni e imbrattamenti da melata, exuvie, insetti. A questi si deve inoltre aggiungere il danno secondario della ridotta vitalità: la riduzione delle risorse energetiche per la pianta porta ad un progressivo deperimento che ne riducono la resistenza naturale alle altre avversità. In definitiva le piante indebolite da attacchi intensi e ripetuti da parte degli afidi sono più esposte all'ingresso di funghi patogeni e insetti xilofagi.
I danni indiretti sono i seguenti:
- Propagazione di virosi. Gli afidi sono spesso vettori di virus del tipo stylet-borne e, meno frequentemente, del tipo circolativo. La possibilità di trasmissione delle virosi è spesso un'eventualità più temibile degli stessi danni diretti provocati dagli afidi, in quanto molte virosi possono causare la distruzione totale di un raccolto o di una piantagione.
- Produzione di melata. La produzione di abbondanti secrezioni di melata rappresenta un danno indiretto sotto due differenti aspetti: da un lato la melata può indurre un deprezzamento del prodotto, che diventa appiccicoso e poco presentabile, da un altro favorisce l'insediamento dei funghi agenti della fumaggine. Pur trattandosi di funghi saprofiti, che non hanno perciò un rapporto diretto con la pianta, sono da considerarsi dannosi perché lo sviluppo del micelio riduce l'efficienza fotosintetica della pianta e produce un deprezzamento del prodotto.

## Relazioni tra afidi e virus

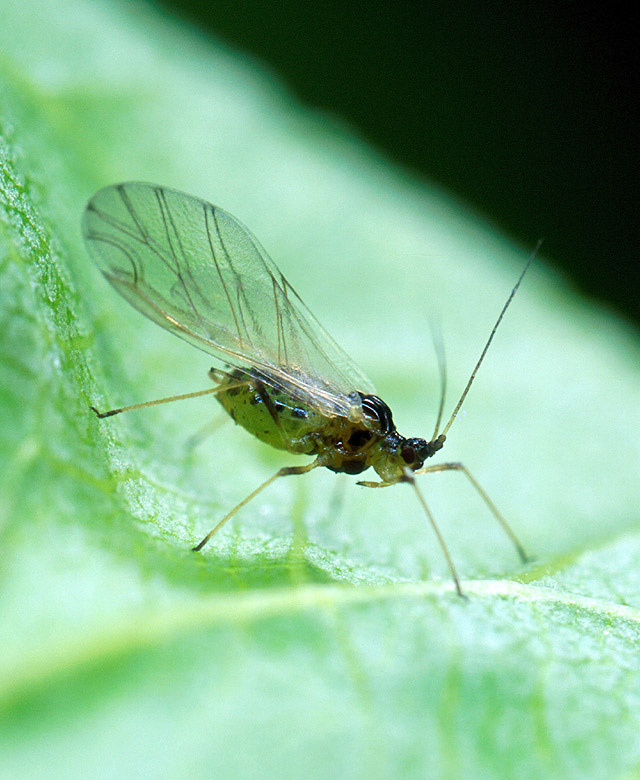
Afide verde del pesco (Myzus persicae): virginogenie migrante. Specie estremamente polifaga, usa come ospiti secondari moltissime piante erbacee. La sua pericolosità risiede nel fatto di essere vettore di oltre un centinaio di virus e di avere una scarsa tendenza alle aggregazioni. La formazione di numerose migranti contribuisce a diffondere più facilmente le virosi.

Come si è detto in precedenza, gli afidi sono spesso vettori di virus fitopatogeni. L'importanza di questa relazione è notevole, al punto che la normativa fitosanitaria in materia di vivaismo impone la lotta preventiva agli afidi come misura di profilassi contro la diffusione delle virosi. Alcune specie polifaghe possono trasmettere anche oltre un centinaio di specie virali diverse. Il meccanismo di trasmissione dipende dal tipo di virus: è persistente nel caso dei virus circolativi, non persistente nel caso di virus stylet-borne.
I virus stylet-borne basano la loro infettività su un meccanismo puramente meccanico e coinvolge gli afidi con nutrizione parenchimatica. Le particelle virali presenti in una pianta infetta imbrattano l'esterno degli stiletti boccali dell'afide che può quindi trasmetterlo per contatto meccanico nel momento in cui pungono una pianta sana. L'infettività è di tipo non persistente: infatti gli afidi perdono il virus nell'arco di poche ore o in occasione della muta. La propagazione da una pianta all'altra è affidata alle migranti su brevi distanze.
I virus circolativi basano la loro infettività su un meccanismo fisiologico e coinvolge gli afidi con nutrizione floematica. Le particelle virali presenti in una pianta infetta vengono assunte dal floema con la suzione della linfa; all'interno del corpo dell'insetto ed entrano nel circolo sanguigno passando nelle ghiandole salivari. La trasmissione alle piante sane avviene perciò mediante l'iniezione della saliva. La trasmissibilità varia in relazione al virus e al vettore ma è generalmente più corta che nei virus propagativi. La propagazione da una pianta all'altra può interessare anche grandi distanze.
Per quanto riguarda i virus propagativi: si tratta sempre di virus persistenti ma questi ultimi a differenza dei circolativi sono in grado di replicarsi all'interno degli afidi; questo porta ad un allungamento della lunghezza della trasmissibilità che dura per tutta la vita dell'insetto; in alcuni casi i virus entrano nelle gonadi rendendo infetta anche la progenie dei vettori, è facile comprendere come virus di questo tipo in presenza del giusto ambiente e dei giusti vettori portino quasi sempre allo sviluppo di epidemie.
Il rapporto tra virus e afide si può considerare di tipo mutualistico: è stato riscontrato che l'infezione virale provoca alterazioni di tipo fisiologico fra le quali è significativo un aumento della concentrazione di amminoacidi. Poiché la nutrizione azotata è strettamente correlata alla fecondità delle virginogenie, la presenza di un virus in una colonia ne stimola la moltiplicazione e la sovrappopolazione e la comparsa con maggiore frequenza delle virginogenie alate. Questo rapporto determina perciò un incremento del potenziale biologico dell'afide e della sua capacità di diffusione, favorendo nel frattempo la propagazione spaziale del virus. Un altro aspetto che denota un mutualismo è l'innocuità del virus nei confronti dell'afide, al contrario di quanto avviene nel rapporto fra i virus circolativi e i Cicadellidi.

## Fattori di controllo

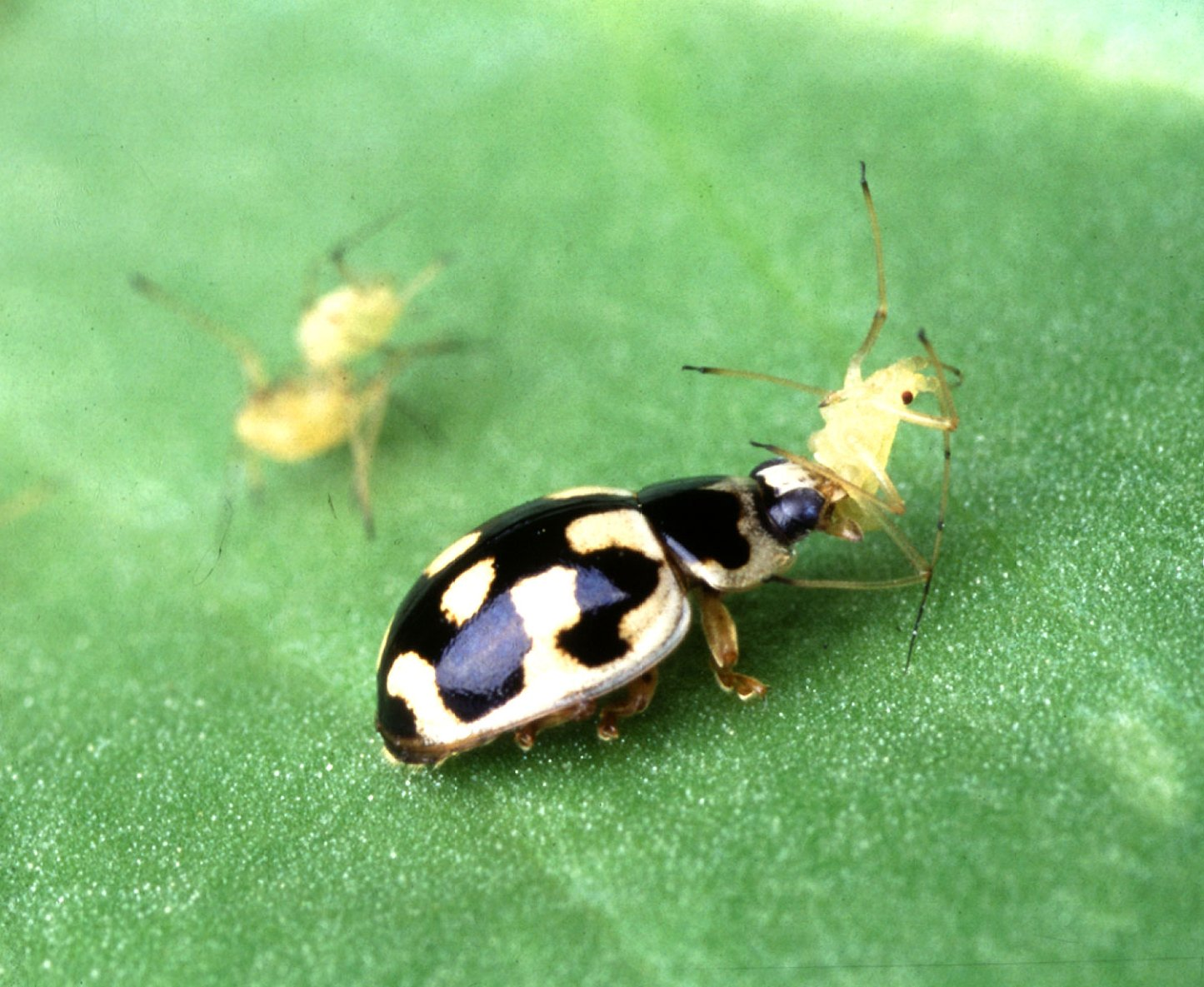
Adulto di Propylea quatuordecimpunctata (Coleoptera: Coccinellidae) nell'atto di predazione di un afide.

Come tutti gli organismi partenogenetici, dal punto di vista ecologico gli afidi sono un esempio classico di specie a strategia di tipo r, in grado cioè di raggiungere rapidamente livelli di popolazione elevati (pullulazioni) con crescita di tipo esponenziale. Le specie di questo tipo sono però facilmente controllate dal concorso di molteplici fattori intrinseci ed estrinseci. Questi ultimi possono distinguersi in fattori biotici e abiotici.
Tra i fattori interni hanno una particolare incidenza la competizione intraspecifica, causata dal sovraffollamento, e la comparsa delle virginogenie alate. In entrambi i casi il meccanismo di controllo è rappresentato da una riduzione della fecondità, alla quale si aggiunge l'elevata mortalità che colpisce le alate nelle fasi di migrazione.
Tra i fattori esterni di natura abiotica sono di particolare importanza quelli climatici. La temperatura è il fattore principale che provoca il drastico crollo delle popolazioni nelle regioni temperate, specie in quelle a inverno rigido. Nelle regioni con estati calde e asciutte il controllo sulle popolazioni è esercitato dalla riduzione della disponibilità alimentare. Per questi motivi le pullulazioni degli afidi sono particolarmente temibili, nelle nostre condizioni ambientali, soprattutto in primavera, in quanto l'elevato numero di germogli teneri e l'elevato tenore in azoto solubile nella linfa hanno un effetto stimolante sulla fecondità delle virginogenie. Tra i fattori climatici hanno un ruolo non trascurabile anche le precipitazioni e i forti venti, che interferiscono con le migrazioni delle alate. In ogni modo va considerato che gli agrosistemi deviano spesso dalle condizioni ambientali naturali e possono costituire microambienti favorevoli alle infestazioni degli afidi anche in piena estate. In tal senso ha un ruolo non trascurabile la duplice azione positiva delle concimazioni azotate e dell'irrigazione perché, stimolando il rigoglio vegetativo, hanno un effetto favorevole anche per le infestazioni degli afidi.

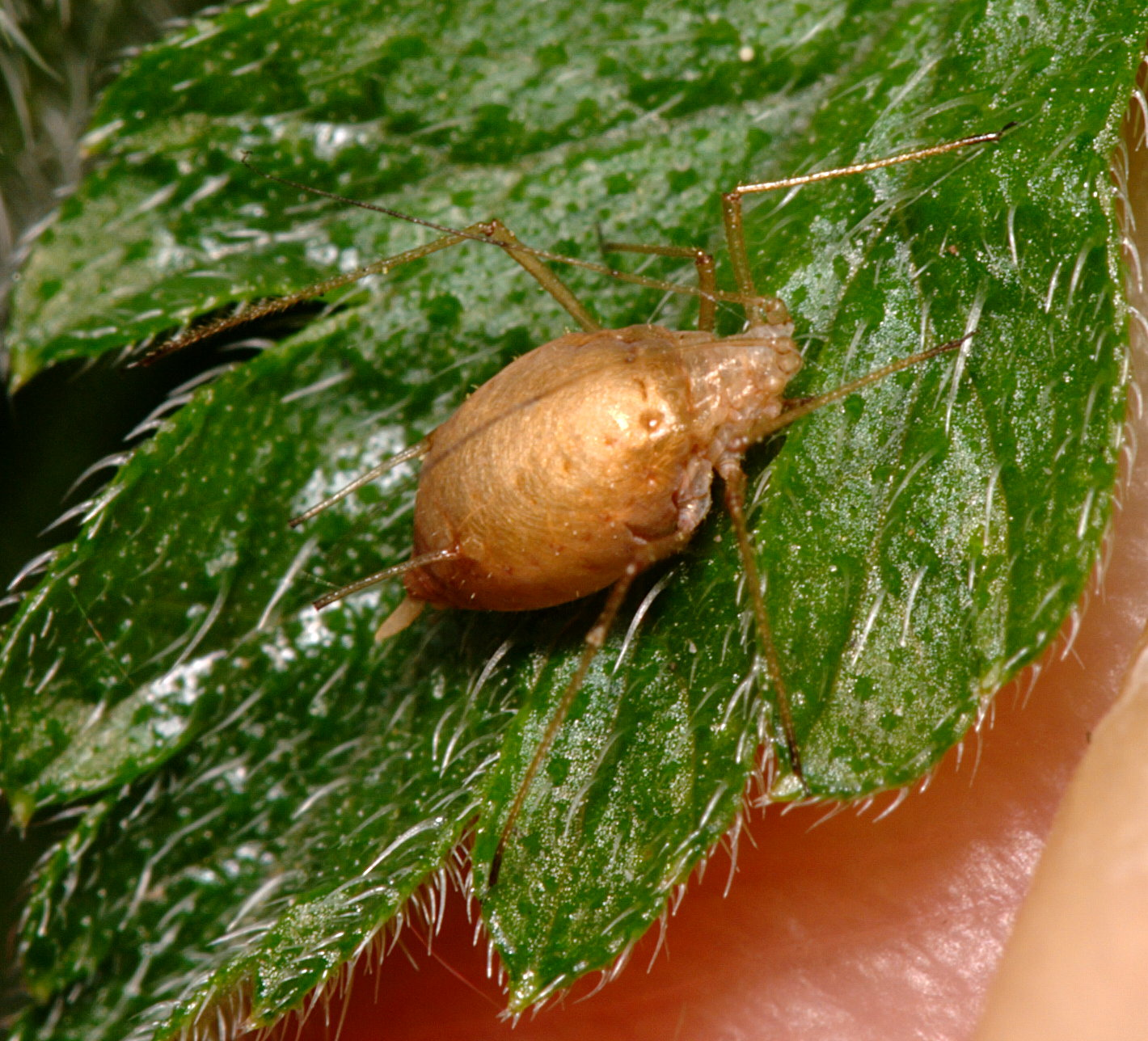
Afide parassitizzato da un parassitoide endofago. Le forme parassitizzate si riconoscono facilmente per la forma rigonfia e il colore bruno-rossiccio e, dopo lo sfarfallamento del parassitoide, per il foro di uscita circolare in corrispondenza dell'addome.

Tra i fattori biologici hanno un ruolo fondamentale gli insetti entomofagi. Fra i predatori sono particolarmente attivi sugli afidi i Coleotteri Coccinellidi, i Ditteri Sirfidi, i Neurotteri Crisopidi e diversi Rincoti Eterotteri (Antocoridi, Miridi, Nabidi). I predatori sono spesso ostacolati dalle Formiche, che tendono a proteggere le colonie allontanando i predatori. Fra i parassitoidi sono particolarmente importanti gli Imenotteri Braconidi (Aphidiinae) e Calcidoidi (Aphelinidae) e i Ditteri Cecidomidi.
Le dinamiche di popolazione degli Afidi e degli insetti ausiliari sono sfasate e gli entomofagi, pur essendo efficacissimi nel controllo biologico, fanno sentire il loro peso con uno spiccato ritardo (fine primavera, inizio estate), perciò da soli non sono in grado di controllare le infestazioni primaverili. In questo contesto ha un ruolo fondamentale la lotta integrata in quanto permette di intervenire in una fase critica senza pregiudicare l'evoluzione dei fattori naturali. La lotta a calendario, specie se condotta con principi attivi poco selettivi, ha invece effetti deleteri per i seguenti motivi:
- è efficace sulle prime infestazioni, ma può causare la comparsa di fenomeni di resistenza, rendendo difficile il controllo delle infestazioni successive, quando si abusa con trattamenti ripetuti a base di aficidi specifici;
- abbattendo le prime popolazioni sotto la soglia d'intervento causa un ritardo della dinamica di popolazione degli entomofagi;
- ha un impatto devastante sull'entomofauna utile quando s'impiegano prodotti a largo spettro d'azione.

In merito alla vegetazione spontanea, il comportamento va ponderato caso per caso in quanto da un lato si deve ostacolare lo sviluppo delle piante che possono rappresentare focolai d'infestazione ma nello stesso tempo si devono preservare quelle specie alle quali sono infeudati gli ospiti o le vittime secondarie dei parassitoidi e dei predatori.

## Utilità

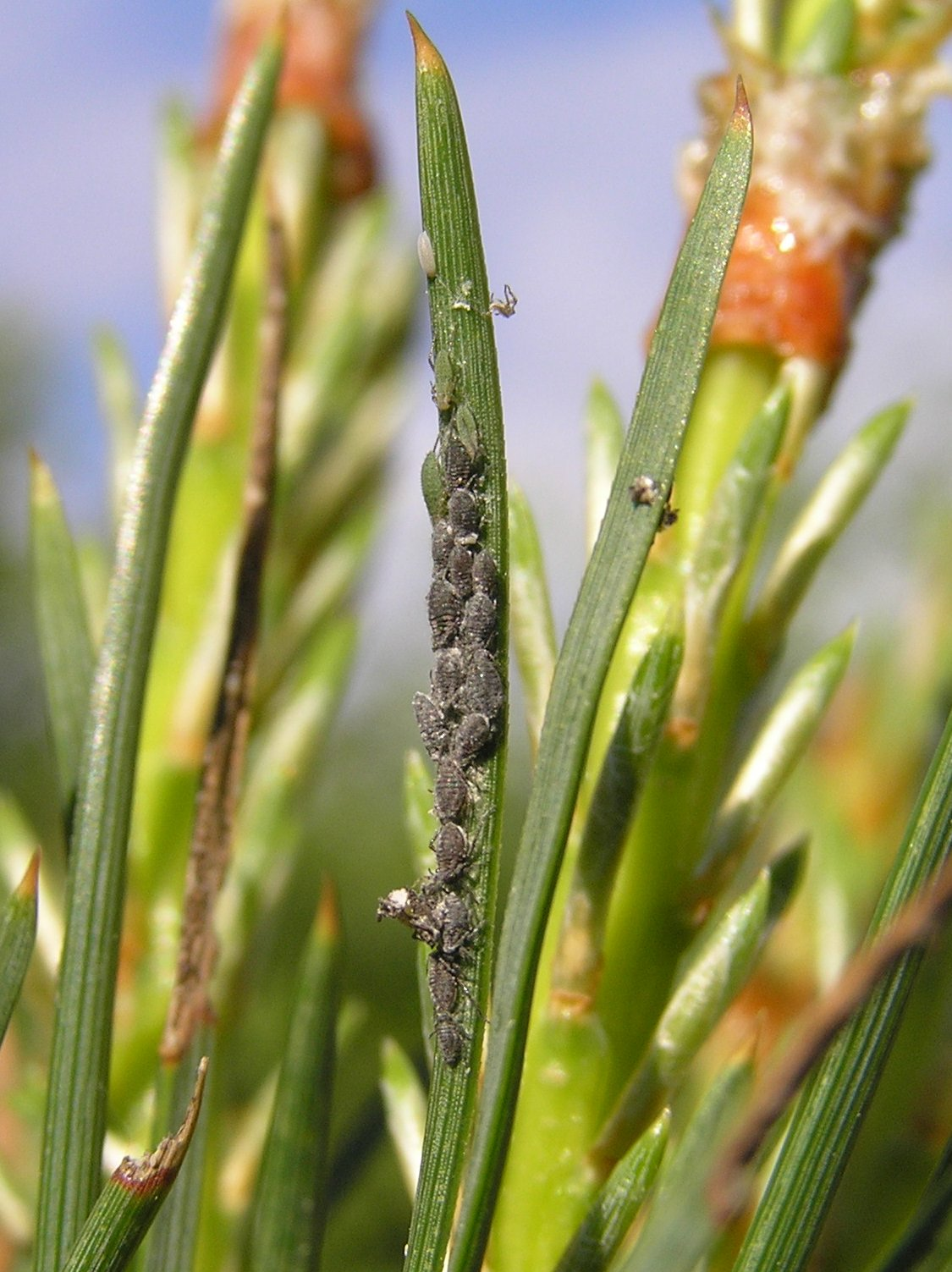
Cinara pini su pino silvestre. Come altre specie simili, è associata alle conifere ed è in genere poco dannosa, ma utile per la produzione del miele di melata.

Nel panorama degli aspetti negativi legati agli Afidi, va citata anche un'utilità diretta nei confronti dell'apicoltura nei boschi montani di aghifoglie. In queste formazioni forestali la fonte principale di zuccheri per le api è rappresentata proprio dalla melata prodotta da alcuni afidi infeudati alle Conifere. Le popolazioni di questi afidi, in ambienti in cui è abbastanza tutelata la biodiversità, non raggiungono proporzioni tali da provocare danni economici ma rappresentano invece un'occasione d'integrazione dei redditi prodotti dalle forestazioni con la produzione di miele di melata. Parimenti, va specificato che, per le sue proprietà organolettiche (colore, gusto), questo prodotto dell'apicoltura non è particolarmente apprezzato dal mercato pertanto l'interesse in ambito nazionale è marginale.

## Sistematica
Non c'è ancora una convergenza sulla sistematica interna degli Aphidoidea. Nelle vecchie classificazioni gli Afidi erano distinti in due raggruppamenti artificiali:
- Aphidoidea ovipara: comprendeva specie esclusivamente ovipare che fanno capo alle famiglie degli Adelgidae e dei Phylloxeridae.
- Aphidoidea vivi-ovipara: comprendeva specie vivipare o ovipare che fanno capo a diverse famiglie: Anoecidae, Aphididae, Chaitophoridae, Callaphididae, Hormaphididae, Lachnidae, Mindaridae, Pemphigidae (syn. Eriosomatidae), Phloeomyzidae, Thelaxidae.

Il precedente schema è ritenuto da molti superato e ingloba nell'ambito degli Aphididae tutti gli Aphidoidea vivi-ovipara ripartendola in più sottofamiglie in linea di massima corrispondenti alle famiglie citate sopra.
- Famiglia Adelgidae
- Famiglia Aphididae
- Famiglia Phylloxeridae

Una classificazione ancora più recente scorpora il raggruppamento in due superfamiglie, Aphidoidea sensu stricto, comprendente la sola famiglia degli Aphididae, e Phylloxeroidea, comprendente gli Adelgidae e i Phylloxeridae.